# Roland Despains
Roland Despains, né le 23 juillet 1920 à Wiesbaden en Rhénanie et mort à Ceaulmont (Indre) le 4 janvier 2003, est un résistant français.

## Biographie
Roland Despains intègre les chantiers de jeunesse en 1941. Réfractaire au STO, il se réfugie en 1942 chez ses grands-parents maternels à Chabris. Opposant au régime de Vichy, il apprend bientôt l'arrestation de ses parents et décide d'entrer dans la résistance. Il réalise son premier sabotage en 1943. À la fin de cette année, il est au maquis de Dun-le-Poëlier, responsable adjoint des FTP du nord du département de l'Indre puis, en 1944, responsable des FTP de la région d'Argenton-sur-Creuse. Spécialiste des explosifs, il multiplie les sabotages ferroviaires, forme des jeunes, dirige des parachutages, coordonne les actions des groupes. 
Au début de juin 1944, il est lieutenant-colonel, sous le pseudonyme de "colonel Roland", commandant la 5e brigade FTP (Indre-Sud). Il livre le 9 juin 1944 un combat à Argenton-sur-Creuse qui permet de prendre un convoi de carburant destiné à la 2e division SS Das Reich, opération qui sera suivie du massacre d'Argenton-sur-Creuse. En décembre 1944, il commande la 12e région militaire, composée des 52e, 68e et 90e régiments d'infanterie, soit 3 200 hommes.
Le ministre de la Guerre André Diethelm lui remet la Croix de guerre avec étoile de vermeil le 27 septembre 1947 à Limoges, en présence des généraux Marie-Pierre Kœnig et Jacques Chaban-Delmas.
Roland Despains poursuit sa carrière d'officier dans l'armée française et sert au Laos puis en Algérie où le gouvernement met fin à ses fonctions. Il est ensuite expert en automobiles. Il prend sa retraite en 1980 et s'installe à Ceaulmont où il s'investit dans la vie locale.
Le 11 novembre 2009, une plaque commémorative a été apposée sur le mur de l'école de Ceaulmont qui porte désormais le nom d'école Roland Despains. Le 27 mai 2011, son nom a été donné à une rue d'Argenton-sur-Creuse.